# Kaiser-Keller

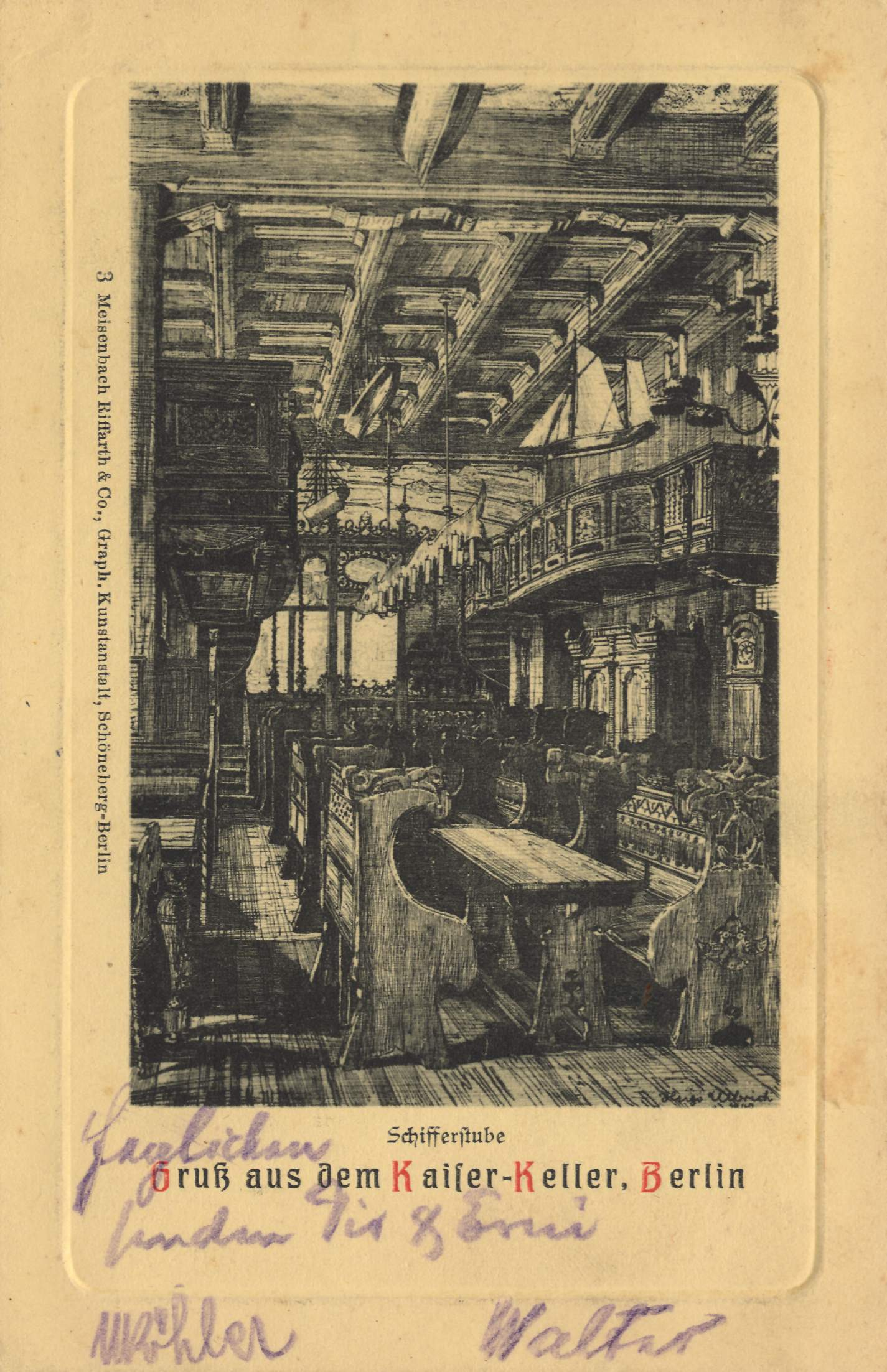
Grußkarte mit einer Zeichnung der „Schifferstube“ im Kaiserkeller;
Ansichtskarte Nr. 3, signiert Hugo Ulbrich; Druck von Meisenbach, Riffarth & Co., um 1905

Der Kaiser-Keller in Berlin, auch Kaiserkeller genannt, war ein Ende des 19. Jahrhunderts gegründetes Unternehmen und seinerzeit das größte Weinrestaurant der Welt.

## Geschichte

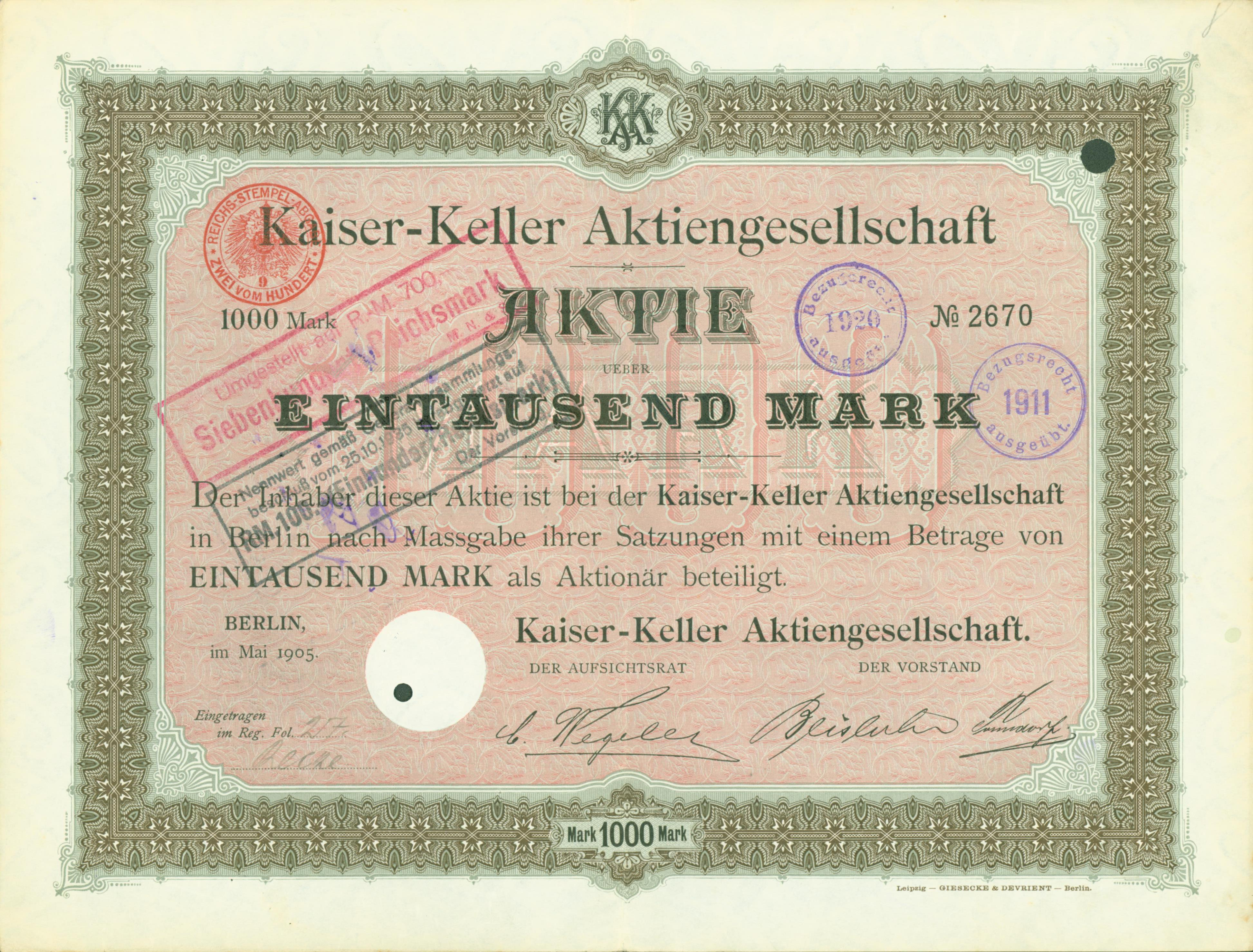
Aktie über 1000 Mark der Kaiser-Keller AG vom Mai 1905

Der Kaiser-Keller wurde in der späten Gründerzeit des Deutschen Kaiserreichs im Jahr 1899 in Berlin eröffnet in dem seinerzeitigen Geschäftshaus unter der Adresse Friedrichstraße 176–179. Schon kurze Zeit nach der Betriebseröffnung geriet das Unternehmen in finanzielle Schwierigkeiten, was den Weinhändler und Geheimen Kommerzienrat Julius Wegeler veranlasste, Verhandlungen mit der Geschäftsführung der Einrichtung aufzunehmen. In der Folge wurde das Unternehmen als Kaiser-Keller AG in eine Aktiengesellschaft umgewandelt, an der sich die Sekt- und Weinkellerei Deinhard mit 635.000 Mark beteiligte. Zudem wurde der Kaiser-Keller um das Kaiser-Café sowie das Kaiser-Hotel erweitert.
Für den ab 1910 in Berlin tätigen Gebrauchsgrafiker Leon Lico Amar war der Direktor des Kaiser-Kellers einer der ersten Auftraggeber: Eine ganze Reihe von Anzeigen Amars für die Einrichtung wendete sich an das „elegante Publikum“ und sollte insbesondere bei Theaterbesuchern der gehobenen Schicht das Schlagwort „Nach dem Theater zum Kaiserkeller“ etablieren. Die Werbeanzeigen wechselten teilweise täglich je nach Spielplan verschiedener Berliner Theater; insbesondere die Bezugnahme auf den Parsifal erhitzte wohl einzelne musikalische und fromme Gemüter, war dem Renommee des werbenden Hauses jedoch keineswegs abträglich.
Nach dem Ersten Weltkrieg und während der Deutschen Hyperinflation zu Beginn der Weimarer Republik wurde die an den deutschen Kaiser und den Obrigkeitsstaat erinnernde Firmierung im Jahr 1921 aufgegeben.